# Коткин, Стивен
Сти́вен Марк Ко́ткин (англ. Stephen Mark Kotkin; род. 17 февраля 1959, Энглвуд, Нью-Джерси) — американский историк, политолог, советолог, профессор истории и директор отдела российских исследований Принстонского университета (с 1995).

## Биография
Родился в семье мигрантов из России, еврей.. В 1981 году окончил Рочестерский университет. Затем учился у Мартина Малиа в Калифорнийском университете, окончил магистратуру в 1983 году, стажировался в МГУ имени М. В. Ломоносова в 1987 году, защитил диссертацию в 1988 году в Калифорнийском университете (Бёркли).
Приезжал в СССР в 1989 году по приглашению секретаря ЦК КПСС Е. К. Лигачёва.
На протяжении 1980—1990-х занимался исследовательской работой в бывшем СССР и в России: в 1985—1986 и 1988—1989 — по линии Совета по международным исследованиям и научным обменам; в 1991 и 1993 — по линии Академии наук СССР (Российской академии наук), в 1995 — по линии Института славяноведения в Москве и Института истории СО РАН в Новосибирске.

## Научные интересы
Социальная история советского общества эпохи сталинизма, история Сибири XVIII—XX веков. Автор трёхтомной биографии Сталина (на сентябрь 2019 вышли два тома — до 1941 года, ожидается выход третьего). Крайне высоко оценивает её писатель-биограф Л. А. Данилкин: «великая книга — то, что называется „окончательная биография“», «исчерпывающая книга о Сталине, невероятно подробный и живой портрет на фоне эпохи».
Как замечал о Коткине Георгий Дерлугьян, он — «махровый консерватор, антикоммунист, колкий на язык и одновременно гений».
Историк Дэниел Бир, специалист по современной России, высказывался, что в его специализации каждый должен прочесть книгу Коткина Magnetic Mountain: Stalinism as a Civilisation.

## Книги
- Steeltown USSR: Soviet Society in the Gorbachev Era.
- Magnetic Mountain: Stalinism as a Civilization
- Uncivil Society: 1989 and the Implosion of Communist Establishments.
- Stalin, Vol. I: Paradoxes of Power, 1878-1928. — Penguin, 2015. — 976 с. — ISBN 978-0141027944.
- Stalin: Vol. II: Waiting for Hitler, 1929—1941.

## Публикации на русском языке
- Новые времена: Советский Союз в межвоенном цивилизационном контексте. // Мишель Фуко и Россия. СПб.: Летний сад; Изд-во Европейского ун-та в Санкт-Петербурге, 2001, с. 239—315.
- Вечная геополитика России. Путин возвращается к историческим корням // Россия в глобальной политике. 2016. № 4.
- Предотвращённый Армагеддон. Распад Советского Союза, 1970—2000 = Armageddon Averted: The Soviet Collapse, 1970—2000. — М.: Новое литературное обозрение, 2018. — 240 с. — ISBN 978-5-4448-0938-9.
- Сталин : в 3 т. / Пер. с англ. Николая Эдельмана; под научной редакцией Андрея Белых. — М. : Изд-во Ин-та Гайдара, 2022. — ISBN 978-5-93255-629-0